# Helianthostylis
Helianthostylis es un género con siete especies de plantas de flores pertenecientes a la familia  Moraceae.

## Especies seleccionadas
- Helianthostylis guggenheimii
- Helianthostylis paraensis
- Helianthostylis salzedoi
- Helianthostylis schultesii
- Helianthostylis sprucei
- Helianthostylis steyermarkii
- Helianthostylis suerpo

- Datos: Q5854684
- Especies: Helianthostylis